# 莫戈格琼
莫戈格琼（Mokokchung）是印度那加兰邦莫戈格琼县的一个城镇。总人口31204（2001年）。

## 人口
该地2001年总人口31204人，其中男性17140人，女性14064人；0—6岁人口3277人，其中男1710人，女1567人；识字率83.75%，其中男性为84.01%，女性为83.42%。